# Ксенон
Ксенон (Xe, лат. xenon) племенити је гас A групе. Име потиче од грчке речи ksénos што значи стран. Количина ксенона у ваздуху износи 0,085 ppm (енгл. parts per million). Ксенон су 1898. године открили Сер Вилијам Ремзи и Морис Траверс (Енглеска). Ксенон је инертан према свим елементима и хемикалијама, осим гасовитог флуора с којим ствара ксенон-флуорид. Ксенон је једноатомски гас без боје, мириса и укуса. Он није потпуно инертан елемент и под одређеним условима може дати више веза. Тако на пример под притиском од 0,1 MPa и при температури од 0 °C лакше ствара хидрате од аргона. Из ових веза се могу створити многе друге везе попут оксида, киселина и соли. Ксенон има малу комерцијалну употребу, али се у истраживањима користи као суперкритична течност.
Ксенон се добија из течног ваздуха. Ксенон се добија фракцијском дестилацијом течног ваздуха. Користи се у просторијама за тестирање ракетних погона дизајнираних за рад у вакууму, тј. за истраживања свемира. Као и криптон, може се добити фракцијском дестилацијом течног ваздуха (кисеоника) или селективном адсорпцијом на активном угљенику. Ксенон који се јавља у природи састоји се из седам стабилних изотопа. Осим њих постоји и преко 40 нестабилних, радиоактивних изотопа. Однос између изотопа ксенона је важан алат за проучавање ране историје Сунчевог система. Радиоактивни изотоп ксенон-135 се добија из јода-135 као резултат нуклеарне фисије, делујући као најзначајнији апсорбер неутрона у нуклеарним реакторима.
Примене ксенона ограничене су само на специјалне намене. Употребљава се за пуњење посебних лампи, и као општи анестетик. Електрични одводник у вакуумским цевима даје плаво светлуцање што указује на положај хемијских линија у спектру зрачења. Први ексимерски ласер користио је ксенонске димерне молекуле (Xe2) као активни ласерски медијум, а првобитни ласери су користили ксенонске бљескалице као ласерске пумпе. Због велике масе атома погодан је за пуњење мехуричастих комора за детекцију јонизујућег зрачења. Из истог разлога је посебно интересантан као радни гас у будућим јонским пропулзивним моторима. Изотоп 133Xe користи се као радиоизотоп у радиолошким истраживањима.

## Историја
Ксенон је откривен у Енглеској, а открили су га шкотски хемичар Вилијам Ремзи и енглески хемичар Морис Траверс 12. јула 1898. врло брзо након што су открили елементе криптон и неон. Они су ксенон пронашли у остацима након што су испариле компоненте течног ваздуха. Ремзи је за овај гас предложио назив xenon према грчкој речи ξένον [], једнини средњег рода речи ξένος [], што значи „странац”, „непознати” или „гост”. Године 1902. Ремзи је извршио процену удела ксенона у Земљиној атмосфери од једног дела у 20 милиона делова ваздуха.
Током 1930-их, амерички инжењер Харолд Еџертон почео је да истражује технологију стробоскопских светала за фотографију велике брзине. То га је довело до изума ксенонских бљескалица, у којима се светлост генерише слањем електричне струје у виду импулса кроз цев напуњену гасом ксеноном. Еџертон је 1934. успео помоћу ове методе да добије блицеве у трајању од једне микросекунде.
Амерички лекар Алберт Р. Бенки млађи почео је 1939. да истражује узроке „опијености” уочене код рониоца који су ронили у великим дубинама. Проучавао је ефекте разних мешавина ваздуха за дисање на рониоцима, те је открио да су оне узроковале да рониоци примете промене у дубинама. На основу резултата његових истраживања закључио је да би гас ксенон могао послужити као анестетик. Мада је руски токсиколог Николај В. Лазарев наводно већ проучавао кориштење ксенона у ове сврхе још 1941. Бенки је ипак први објавио свој извештај док је потврда открића уследила 1946. када је амерички медицински истраживач Џон Х. Лоренс експериментисао на мишевима. Ксенон је први пут употребљен као анестетик при једној операцији 1951. када је амерички анестезиолог Стјуарт К. Кален успешно оперисао два пацијента.
Дуго времена су се ксенон и други племенити гасови сматрали потпуно хемијски инертним и да нису у могућности да граде било које једињење. Међутим, док је предавао на Универзитету Британска Колумбија, хемичар Нил Бартлет је открио да је гас платина хексафлуорид (6) врло јако оксидационо средство које може да оксидује гасовити кисеоник (O2) дајући диоксигенил хексафлуороплатинат. Пошто O2 и ксенон имају готово идентичне прве енергије јонизације, Бартлет је схватио да би се платина-хексафлуорид могао такође употребити за оксидирање ксенона. Тако је 23. марта 1962. он помешао два гаса добивши прво познато једињење неког племенитог гаса, ксенон хексафлуороплатинат.
Бартлет је сматрао да је састав његовог једињења , али су каснији радови довели до закључка да се вероватније ради о мешавини различитих соли које садрже ксенон. Од тада, откривен је још велики број других ксенонових једињења, а упоредо су откривена и нека једињења других племенитих гасова аргона, криптона и радона, укључујући аргон флуорохидрид, криптон дифлуорид (2) и радон флуорид. До 1971, било је познато више од 80 једињења ксенона.
У новембру 1999. тим научника из компаније ИБМ демонстрирао је технологију која је у могућности да манипулише појединачне атоме. Програм назван ИБМ у атомима користио је скенирајући тунелски микроскоп да би аранжирао 35 појединачних атома ксенона на супстрат од изузетно охлађеног кристала никла, тако да су тим атомима написали три слова компаније ИБМ. Био је то први случај да су атоми прецизно распоређени на некој равној површини.

## Особине
Ксенон има атомски број 54, што значи да његово језгро садржи 54 протона. При условима стандардне температуре и притиска, чисти гасовити ксенон има густину од 5,761 3, што је око 4,5 пута више од густине Земљине атмосфере при површини, 1,217 3.
Као течност, густина ксенона износи 3,100 , а највећу густину достиже на тројној тачки. Под истим условима, густина чврстог ксенона износи 3,640 3, што је више од просечне густине гранита, 2,75 3. При притисцима од неколико гигапаскала (GPa), ксенон се може превести у металну фазу. Чврсти ксенон прелази из равански центриране кубне структуре (fcc) у хексагоналну густо паковану (hcp) кристалну фазу под притиском од 155  те почиње да прелази у метал, без приметне промене запремине у hcp фази. У потпуни метални изглед прелази при 155 . Када се метализује, ксенон поприма плаву боју попут неба, јер апсорбује црвену светлост и емитује друге видљиве фреквенције. Такве особине су необичне за метал, а објашњавају се релативно малом ширином електронских трака у металном ксенону.
Ксенон је члан елемената са нултом валенцом а који се називају племенити или инертни гасови. У већини уобичајених хемијских реакција он је инертан (попут сагоревања), јер његова спољашња валентна љуска садржи осам електрона. То му даје стабилну конфигурацију са минималном енергијом у којој су спољашњи електрони чврсто везани. У цеви за електрично пражњење, ксенон емитује плаву или љубичасту светлост када се побуди електричним пражњењем. Ксенон емитује емисијске (спектралне) линије које обухватају видљиви спектар, а најинтензивније линије се налазе у подручју плавог дела спектра, што му и даје обојеност.

### Изотопи
Ксенон у природи састављен је из седам стабилних изотопа, што је више или исто од свих других познатих хемијских елемената изузев калаја, који их има десет. Калај је једини познати елемент који има више од седам стабилних изотопа. За изотопе 126>/sup> и 134 се претпоставља да се распадају двоструким бета распадом, али то никад није доказано па се убрајају у стабилне изотопе. Осим ових стабилних, постоји преко 40 нестабилних изотопа који су добро истражени. Међу нестабилним изотопима најдуже „живући” је 136Xe, за који је доказано да се распада двоструким бета распадом уз време полураспада од 2,11×1021 година. Изотоп 129 настаје бета распадом 129, а има време полураспада од 16 милиона година, док су 131, 133, 133m и 135 неки од фисијских производа изотопа 235 и 239 па се као такви користе као индикатори нуклеарних експлозија. Сада је доказана и радиоактивност изотопа 124.
Језгра два стабилна изотопа ксенона, 129 и 131Xe, имају интринсични угаони моменат различит од нуле (нуклеарни спин, погодан за НМР). Нуклеарни спинови се могу поравнати изнад нивоа уобичајене поларизације помоћу циркуларно поларизоване светлости и паре рубидијума. Тако постигнута поларизација спина атомског језгра ксенона може прекорачити за 50% своје максималне вредности, значајно прелазећи вредност термалне равнотеже коју налаже парамагнетна статистика (обично 0,001% највише вредности при собној температури, чак и у присуству најснажнијих магнета). Такво слагање спинова изван равнотеже је привремена ситуација и назива се хиперполаризација. Процес хиперполаризације ксенона назива се оптичко пумпање (иако се сам процес знатно разликује од „пумпања” код ласера).
Пошто језгро изотопа 129Xe има спин 1/2, па стога има нулти електрични квадруполни момент, оно не показује било какве квадруполне међуреакције током судара са другим атомима, те се његова хиперполаризација може одржавати током дужег временског периода, чак и када се ласерски сноп прекине или искључи а алкалне паре уклоне кондензацијом са површине при собној температури. Поларизација спина 129 може се одржати од неколико секунди код атома ксенона растворених у крви па до неколико сати у гасној фази и неколико дана у дубоко смрзнутом чврстом ксенону. За разлику од њега, изотоп 131 има вредност нуклеарног спина од 3⁄2 и квадруполни момент различит од нуле, тако да су његова времена релаксације t1 у распонима од милисекунде до секунде.
Неки радиоактивни изотопи ксенона, на пример 133 и 135Xe, настају неутронском радијацијом фисијског материјала унутар нуклеарних реактора. Изотоп 135 је од посебног значаја у процесима који се одвијају у нуклеарним фисијским реакторима. 135Xe има енормно велики попречни пресек за термалне неутроне од 2,6×106 барна, те тако он делује као апсорбер неутрона или „отров” који може успорити или потпуно зауставити ланчану нуклеарну реакцију након одређеног периода. Ова појава је откривена код првих нуклеарних реактора који су направљени у склопу америчког пројекта Менхетн за производњу плутонијума. Касније су научници начинили промене у дизајну реактора да би повећали реактивност у њима (број неутрона по фисији који даље учествују у фисији других атома нуклеарног горива). „Тровање” реактора са 135Xe играло је значајну улогу у Чернобиљској катастрофи. Гашење или смањење снаге реактора може бити резултат акумулирања 135Xe и преласка реактора у такозвану „јодну јаму”.
У екстремним, нежељеним условима, релативно високе концентрације радиоактивних изотопа ксенона се могу наћи да излазе из нуклеарног реактора због отпуштања фисионих производа насталих од оштећених шипки нуклеарног горива или фисије уранијума у води за хлађење.
Пошто је ксенон трасер за два „родитељска” изотопа, однос изотопа ксенона у метеоритима је моћан алат за проучавање настанка Сунчевог система. Јодно-ксенонска метода радиометричног датирања даје време прошло између нуклеосинтезе и кондензације чврстог објекта из соларне маглице. Физичар Џон Х. Рејнолдс је 1960. открио да одређени метеорити садрже изотопску аномалију у виду прекомерног удела ксенона-129. Он је закључио да је тај ксенон производ распада радиоактивног јода-129. Овај изотоп споро настаје спалацијом космичким зракама и нуклеарном фисијом, али се у већим количинама производи само у експлозијама супернова. Како је време полураспада 129I сразмерно кратко на космолошкој временској скали, само 16 милиона година, оно показује да је прошло врло мало времена између неке супернове и времена када су метеорити постали чврсти те у себи „заробили” 129. За ова два догађаја (супернова и очвршћивање гасног облака) сматра се да су се десили током ране историје Сунчевог система, пошто је изотоп 129I по свему судећи настао пре формирања Сунчевог система, засејавајући облак соларног гаса изотопима из другог извора. Овај извор из супернове такође је могао узроковати и колапс соларног гасног облака.
На сличан начин, изотопски односи ксенона као што су 129/130 и 136/130 су такође врло добри алати за разумевање диференцијације планета и првобитног отпуштања гасова. На пример, у атмосфери Марса постоји слична распрострањеност ксенона као на Земљи: 0,08 ppm (енгл. parts per million, делова на милион); међутим, на Марсу је забележен већи удео изотопа 129Xe него на Земљи или Сунцу. Како се тај изотоп генерише радиоактивним распадом, резултат може указивати да је Марс изгубио своју првобитну атмосферу, можда унутар првих 100 милиона година након што је настао. У другом примеру, вишак 129 пронађен у гасовитим изворима угљен диоксида у Новом Мексику можда потиче од распада гасова насталих у плашту недуго након формирања Земље.

## Распрострањеност
Количине ксенона у Земљиној атмосфери су занемариве, отприлике 87±1  односно око 1 део ксенона на 11,5 милиона делова ваздуха, а такође је пронађен као компонента гасова који излазе из неких минералних извора. Ксенон се комерцијално добија као нуспроизвод сепарације ваздуха на кисеоник и азот. Након те сепарације, генерално вршене помоћу фракционе дестилације у двострукој колони, произведени течни кисеоник садржи мале количине криптона и ксенона. У додатним корацима фракционе дестилације, течни кисеоник се може обогатити тако да садржи 0,1 до 0,2% мешавине криптона и ксенона, који се издвајају било апсорпцијом на силика-гелу или дестилацијом. Коначно, мешавина два племенита гаса се може дестилацијом раздвојити на засебне гасове. Светска производња ксенона 1998. године је процењена на 5.000 до 7.000 3. Због његовог врло малог удела, ксенон је доста скупљи од лакших племенитих гасова. Тако је, на пример, приближна цена мањих количина ксенона у Европи 1999. године износила 10 €/L, док је криптон коштао 1 €/ а неон 0,20 €/, док је цена много распрострањенијег аргона износила мање од једног евро цента по литру.
Унутар Сунчевог система, удео језгара ксенона је 1,56×10−8, што је по распрострањености отприлике један део на 630.000 делова по укупној маси. Ксенон је релативно редак у Сунчевој атмосфери, на Земљи, астероидима и кометама. Планета Јупитер има неуобичајено велики удео ксенона у својој атмосфери, око 2,6 виши него што има Сунце. Овако велика заступљеност ксенона на Јупитеру је и даље непознаница, а можда је узрокована ранијим, брзим настанком планетезимала, малих субпланетарних тела, пре него што се протосоларна маглица почела загрејавати. (У супротном, ксенон не би био заробљен у леду планетезимала.) Проблем ниског нивоа земаљског ксенона можда може бити објашњен ковалентним везивањем ксенона на кисеоник унутар кварца, тако смањујући „испаравање” ксенона у атмосферу.
За разлику од племенитих гасова нижих маса, током нормалног процеса нуклеосинтезе унутар неке звезде не настаје ксенон. Елементи масивнији од изотопа железа-56 имају нето енергетски „трошак” да би настали путем фусије, тако да звезда не добија додатну енергију производећи ксенон. Уместо тога, ксенон настаје током експлозија супернова, процесом хватања спорих неутрона (s-процес), у звездама црвеним дивовима које су исцрпиле водоник у својим језгрима и ушле у асимптотску грану гиганата, током класичних експлозија нова те радиоактивним распадом елемената попут јода, уранијума и плутонијума.

## Једињења
Након открића Нила Бартлета 1962. године да ксенон може да гради одређена хемијска једињења, откривен је и проучен велики број ксенонових једињења. Готово сва позната ксенонова једињења садрже електронегативне атоме флуора или кисеоника.

### Халиди
Позната су три флуорида ксенона: XeF
2, XeF
4 и XeF
6. За XeF се теоретише да је нестабилан. Флуориди ксенона су полазна тачка за синтезу готово свих осталих ксенонових једињења.
Чврсти, кристални дифлуорид XeF
2 настаје када се мешавина флуора и гасовитог ксенона изложи ултраљубичастом светлу. За ту реакцију довољно је ултраљубичаста компонента дневног светла. Дуготрајно загрејавање XeF
2 на високим температурама уз NiF
2 као катализатор даје XeF
6. Пиролиза XeF
6 у присуству натријум флуорида (NaF) даје веома чврсти XeF
4.
Ксенонови флуориди се понашају као примаоци и као донори флуорида, градећи соли које садрже такве катјоне као што су XeF+
 и Xe
2F+
3 и анјоне попут XeF−
5, XeF−
7 и XeF2−
8. Зелени, парамагнетични Xe+
2 формира се редукцијом XeF
2 са гасовитим ксеноном. Једињење XeF
2 је у могућности да гради и координацијске комплексе са јонима прелазних метала. До данас је синтетисано и описано преко 30 таквих комплекса.
Иако су ксенонови флуориди релативно добро проучени, остали халиди ниси познати, уз једини изузетак дихлорида, 2. За ксенон дихлорид наведено је да је ендотермно, безбојно, кристално једињење које се распада на елементе при температури од 80 °C, а ствара се високофреквентним озрачивањем мешавине ксенона, флуора и силицијум или угљеник тетрахлорида. Међутим, постоји одређена сумња да ли се код XeCl
2 уопште ради о реалном једињењу или се ради о Ван дер Валсовом молекулу, који се састоји из слабо повезаних Xe атома и молекула Cl
2. Теоретски прорачуни указују да је линеарни молекул XeCl
2 мање стабилан од Ван дер Валсовог комплекса.

### Оксиди и оксохалиди
Позната су три оксида ксенона: ксенон триоксид (XeO
3) и ксенон тетроксид (XeO
4), који су опасно експлозивни и изузетно јака оксидацијска средства, те ксенон диоксид (2), који је откривен 2011. године и има координацијски број четири.
2 настаје када се ксенон тетрафлуорид поспе преко леда. Његова кристална структура му даје способност да замени силицијум у силикатним минералима. Катјон XeOO+ је идентификован помоћу инфрацрвене спектроскопије у узорцима чврстог аргона.
Ксенон реагује директно са кисеоником, а триоксид настаје хидролизом XeF
6:
XeF
6 + 3 H
2O → XeO
3 + 6 HF
XeO
3 је слабо кисео, раствара се у базама дајући нестабилне соли ксенате које садрже анјон HXeO−
4. Ове нестабилне соли се врло лако диспропорционирају у гасовити ксенон и перксенатне соли, које садрже XeO4−
6 анјон.
Баријум перксенат, када се третира са концентрираном сумпорном киселином, даје гасовити ксенон тетроксид:
Ba
2XeO
6 + 2 H
2SO
4 → 2 BaSO
4 + 2 H
2O + XeO
4
Да би се спречило распадање, ксенон тетроксид који се тако добије, одмах се хлади чиме настаје светложути прах. На температури изнад −35,9 °C експлодира распадајући се на гасовити ксенон и кисеоник.
Познато је више ксенонових оксифлуорида, укључујући XeOF
2, XeOF
4, XeO
2F
2 и XeO
3F
2. XeOF
2 настаје реакцијом кисеоник дифлуорида (OF
2) са гасовитим ксеноном при ниским температурама. Такође се може добити и делимичном хидролизом XeF
4. Он се диспропорционира при −20 °C на XeF
2 и XeO
2F
2. XeOF
4 настаје делимичном хидролизом XeF
6, или реакцијом XeF
6 са натријум перксенатом, Na
4XeO
6. Ова друга реакција такође даје и мање количине XeO
3F
2. XeOF
4 реагује са  дајући анјон XeOF−
5, док 3 реагује са флуоридима алкалних метала ,  и CsF дајући анјон XeOF−
4.

### Друга једињења
Однедавно, постоји интерес за ксеноновим једињењима где је он директно везан за неки од слабије електронегативних елемента од флуора или кисеоника, нарочито угљеник. Групе које преузимају електроне, попут група са супституцијом флуора, неопходне су да би се стабилизовала ова једињења. До данас је описан велики број таквих једињења као што су:
- C
6F
5–Xe+
–N≡C–CH
3, где је  пентафлуорофенилна група.
- [C
6F
5]
2Xe
- C
6F
5–Xe–X, где је X , F или Cl.
- R–C≡C–Xe+
, где је  C
2F−
5 или терт-бутил.
- C
6F
5–XeF+
2
- (C
6F
5Xe)
2Cl+

Друга једињења која садрже ксенон спојен на слабије електронегативнији елемент укључују F–Xe–N(SO
2F)
2 и F–Xe–BF
2. Овај други се синтетише из диоксигенил-тетрафлуоробората, O
2BF
4, при температури од −100 °C. Необични јон који садржи ксенон је катјон тетраксенонзлато(II), AuXe2+
4, који садржи везе између злата и ксенона. Тај јон се јавља у једињењу AuXe
4(Sb
2F
11)
2, а занимљив је јер у себи има директне хемијске везе између два атома позната по својој нереактивности, ксенона и злата, где ксенон делује као лиганд прелазних метала.
Једињење Xe
2Sb
2F
11 садржи везу Xe-Xe, најдужу познату везу између два елемента (износи 308,71 pm = 3,0871 Å).
Године 1995. М. Расанен са сарадницима, научницима са Универзитета у Хелсинкију, Финска, објавили су да су добили ксенон дихидрид (HXeH), а нешто касније и ксенон хидридхидроксид (HXeOH), хидроксеноацетилен (HXeCCH) и друге молекуле које садрже ксенон. Кријачев и други су објавили добијање HXeOXeH помоћу фотолизе воде унутар криогене ксенонове матрице. Добијени су такође и деутеризирани молекули HXeOD и DXeOH.

### Клатрати и ексцимери
Поред једињења у којима ксенон гради хемијске везе, он такође може да гради и клатрате, супстанце где су ксенонови атоми „заробљени” унутар кристалне решетке неког другог једињења. Пример је ксенон хидрат, где атоми ксенона заузимају празнине у решетки молекула воде. Овакав клатрат има тачку топљења од 24 °C. Такође је добијена и деутеризирана верзија овог хидрата. Такви клатрати хидрата се могу наћи и у природи у условима високог притиска, као што је језеро Восток испод вечног леда на Антарктику. Формација клатрата се може користити да се фракционално дестилише ксенон, аргон и криптон.
Ксенон такође може да гради ендохедрална фулеренска једињења, где је атом ксенона ухваћен унутар молекула фулерена. Тако ухваћени атом у фулерену се може надгледати помоћу 129 НМР спектроскопије. Употребом ове технике, могу се анализирати хемијске реакције на молекулу фулерена, због осетљивости хемијског помака атома ксенона на своје окружење. Међутим, атом ксенона такође има одређени електронски утицај на реактивност фулерена.
Док су атоми ксенона у свом основном енергетском стању, они се између себе одбијају и не граде међусобне везе. Међутим, када се ти атоми побуде, они могу да формирају егзимере (побуђене димере) све док се електрони не врате у основно стање. Оваква супстанца настаје због тога што његови атоми теже да попуне своју крајњу спољну електронску љуску и могу то учинити током врло кратког периода тако што додају електрон из суседног атома ксенона. Типични животни век ксенонових ексцимера износи 1–5 , те се распада отпуштајући фотоне таласне дужине између 150 и 173 . Ксенон такође може да гради ексцимере са другим елементима, попут халогених брома, хлора и флуора.

## Употреба
Иако је ксенон редак и релативно скуп за издвајање из Земљине атмосфере, он има велики број апликација.

### Осветљење и оптика

#### Сијалице са гасним пражњењем
Ксенон се употребљава у уређајима који емитују светлост званим ксенонске бљескалице, а које се користе у фотографским апаратима и стробоскопским светиљкама; за побуђивање активног ласерског медија у ласерима који генеришу кохерентно светло; те нешто ређе у бактерицидним светиљкама. Први ласер чврстог стања изумљен 1960. користио је ксенонску бљескалицу као ласерску пумпу, а ласери кориштени за погон инерцијалног задржавања фузије такође су користили исте бљескалице као пумпе.
Непрекинуте, кратколучне, високопритисне ксенонске светиљке имају температуру боје сличну као Сунчева светлост у подне, па се због тога користе у симулаторима Сунца. Другим речима, хроматичност таквих светиљки је врло блиска загрејаном црном телу са температуром сличном као што је површина Сунца. Након што су оне први пут уведене 1940-их, те светиљке су полако почеле да замењују угљеничне лучне светиљке у филмским пројекторима, а које су имале знатно краћи век трајања. Ксенонске светиљке су кориштене и у уобичајеним 35-милиметарским, IMAX и новим дигиталним пројекторима за системе филмске пројекције, аутомобилским светиљкама за пражњење високог интензитета (HID), високотехнолошким „тактичким” бљескалицама и другим специјалним приликама. Такве лучне светиљке су одличан извор краткоталасног ултраљубичастог зрачења и имају интензивну емисију у блиско-инфрацрвеном интервалу, који се користи у неким системима за ноћно посматрање.
Појединачне ћелије у плазма-екранима користе мешавину ксенона и неона која се претвара у плазму помоћу електрода. Међуделовање те плазме и електрода генерише ултраљубичасте фотоне, који даље побуђују слој фосфора са предње стране екрана.
Ксенон се користи и као „покретачки гас” у високопритисним натријумским светиљкама. Он има најнижу топлотну проводљивост и најнижи потенцијал јонизације међу свим нерадиоактивним племенитим гасовима. Као племенити гас, не омета нити учествује у хемијским реакцијама које се дешавају унутар светиљке. Ниска топлотна проводљивост умањује топлотне губитке у светиљци док је она у стању употребе, а ниски потенцијал јонизације омогућава да пробојни напон у гасу буде релативно низак у хладном стању, што олакшава само паљење односно побуђивање светиљке.

#### Ласери
Године 1962. група истраживача при Беловим лабораторијама (Bell Labs) открила је ласерско дејство у ксенону, а касније да се ласерски сноп побољша ако се у ласерски медијум дода мало хелијума. Први ексцимерски ласери користили су димер Xe2 енергизиран снопом електрона како би добили стимулисану емисију при ултраљубичастој таласној дужини од 176 nm. У ексцимерским ласерима (односно тачније ексциплексима) такође су се користили и ксенон-хлорид и ксенон-флуорид. Ексцимерски ласер са ксенон-хлоридом се користио у одређене дерматолошке сврхе.

### Медицина

#### Анестезија
Ксенон се користи и као општи анестетик. Иако је релативно скуп, машине за анестезију које могу да раде са ксеноном појавиле су се на европском тржишту јер се ксенон може рециклирати и поновно користити па се тиме постиже и економичност његове употребе. Ксенон делује на многе различите рецепторе и јонске канале, те попут многих, теоретски, вишемодалних инфламацијских анестетика, ова међуделовања су вероватно комплементарна. Ксенон је такође и антагонист NMDA рецептора са великим афинитетом на месту глицина. Међутим, он се разликује од других сличних антагониста који се клинички користе по томе што није неуротоксичан те има способност да инхибира неуротоксичност кетамина и азот-субоксида. За разлику од кетамина и NO, ксенон не стимулише ефлукс из допамина из акумбенског нуклеуса (центара за задовољство у мозгу). Слично као азот-субоксид и циклопропан, ксенон активира двопорни домен калијумског канала -1. Сличан канал -3, такође имплициран у деловање инхалацијске анестезије, није осетљив на ксенон.
Ксенон инхибира никотинске ацетилхолинске α4β2 рецепторе који доприносе аналгезији (ублажавању болова) кроз леђа. Ксенон је делотворан инхибитор протеина Ca2+ АТПазе у ћелијској мембрани. Он инхибира овај протеин тако што се веже на хидрофобне поре унутар ензима и онемогућава да ензим настави са активним конформацијама. Ксенон је такође и компетитивни инхибитор серотонинских 5-3 рецептора. Иако ова активност смањује мучнину и повраћање насталу због анестезије, она сама по себи није анестетична нити антиноцицептивна.
Ксенон има минималну алвеоларну концентрацију (MAC) од 72% код пацијената старости око 40 година, што га чини 44% снажнијим анестетиком од . Стога се он може користити у концентрацијама са кисеоником снижавајући ризик од хипоксије. За разлику од азот-субоксида, ксенон не спада у стакленичке гасове те се не сматра штетним по околину. Ксенон који се испусти у атмосферу враћа се свом првобитном извору, па стога нема никаквог утицаја на загађење ваздуха.

#### Неуропротектант
Ксенон изазива снажну кардио- и неурозаштиту путем разних механизама деловања. Путем његовог утицаја на 2+, +, KATP\HIF и NMDA антагонизме, ксенон је неурозаштитан када се употреби пре, током и након транзитивних (пролазних) исхемичних напада (TIA). Ксенон је такође и антагонист високог афинитета на глицинском месту NMDA рецептора. Он је и кардиозаштитан у исхемично-реперфузијским условима тако што изазива фармаколошке неисхемичне предуслове. Ксенон је и кардиозаштитан тако што активира PKC-епсилон и даље p38-MAPK (p38 митоген-активирану протеинкиназу).
Ксенон имитира неуронске исхемичне предуслове тако што активира калијумске канале осетљиве на . Овај гас алостерно смањује активирање инхибиције ATP управљаних канала независно од подјединице сулфонилуреа рецептора 1, продужавајући време отворености KATP канала и повећавајући фреквенцију. Ксенон усходно регулише транскрипциони фактор 1 алфа који индукује хипоксију (HIF1a).
Гас ксенон је додат као састојак мешавини за дисање за новорођене бебе у болници Св. Мајкла у Бристолу, Енглеска, јер су имала врло мале шансе за преживљавање. Пошто је тај поступак био успешан, постепено је довео до потврде за употребу ксенона у клиничким испитивањима код сличних случајева. Овај третман је рађен истовремено са снижавањем телесне температуре на 33,5°C.

#### Допинг
Удисање мешавине ксенона и кисеоника активира производњу транскрипционог фактора HIF-1-алфа, који доводи до повећане производње еритропоетина. За овај хормон је познато да повећава производњу црвених крвних ћелија, те се тиме и знатно појачава издржљивост и снага спортиста. Међутим, 31. аугуста 2014. Светска антидопинг агенција (WADA) додала је ксенон (и аргон) на списак забрањених супстанци и метода, мада до данас не постоји поуздан тест за доказивање злоупотребе овог гаса на спортским такмичењима.

#### Медицинско снимање
Гама емисија из радиоизотопа 133 ксенона може се користити на пример за снимање срца, плућа и мозга, помоћу једнопротонске емисионе рачунарске томографије. 133 је такође кориштен за мерење протока крви.
Ксенон, а посебно хиперполаризовани 129Xe, јесте користан контрастни агенс за магнетно резонантно снимање (МРИ). У гасовитој фази, он може да приказује шупљине у порозном узорку, као што су алвеоле у плућима или проток гасова у плућима. Пошто је ксенон растворљив у води и у хидрофобним растварачима, он се може користити за снимање различитих меких живих ткива.

#### Хирургија
Ексимерни ласер са ксенон хлоридом има одређене дерматолошке употребе.

### НМР спектроскопија
Због велике, флексибилне спољашње електронске љуске атома ксенона, НМР спектар се мења као одговор на околне услове и може се користити за праћење хемијских околности средине. На пример, ксенон растворен у води, ксенон растворен у хидрофобном растварачу и ксенон повезан са одређеним протеинима могу се разликовати помоћу НМР.
Хиперполаризовани ксенон се може користити у површинској хемији. Нормално је тешко окарактерисати површине НМР-ом, јер су сигнали са површине преплављени сигналима из атомских језгара у већем делу узорка који су много бројнији од површинских језгара. Међутим, нуклеарни спинови на чврстим површинама могу се селективно поларизовати преношењем на њих спинова поларизације са хиперполаризованог ксенонског гаса. То чини површинске сигнале довољно јаким да се мере и разликују од сигнала широм запремина.

### Друго
У нуклеарно енергетским студијама се ксенон користи у коморама са мехурима, сондама и у другим областима где је пожељна велика молекулска тежина и инертна хемија. Споредни производ испитивања нуклеарног оружја је испуштање радиоактивног ксенона-133 и ксенона-135. Ови изотопи се прате како би се осигурало поштовање уговора о забрани нуклеарних тестова, и ради потврђивања нуклеарних тестова од стране држава као што је Северна Кореја.
Течни ксенон користи се у калориметрима за мерење гама зрака и као детектор хипотетичких слабо интерактивних масивних честица (engl. Weakly interacting massive particles, VIMP). Kада се VIMP судари с ксенонским језгром, теорија предвиђа да то даје довољно енергије да изазове јонизацију и сцинтилацију. Течни ксенон је користан за ове експерименте, јер његова густина чини интеракцију тамне материје вероватнијом и омогућава тих детектор путем самозаштите.
Ксенон је пожељно погонско гориво за јонско покретање свемирских летелица, јер има низак потенцијал јонизације по атомској маси и може се складиштити као течност на собној температури (под високим притиском), а истовремено лако испари да би се нахранио мотор. Ксенон је инертан, еколошки прихватљив и мање корозиван за јонски мотор у односу на друга горива попут живе или цезијума. Ксенон је први пут коришћен за сателитске јонске моторе током 1970-их. Касније је коришћен као погонско гориво за JPL-ову сонду Дубоки свемир 1, европску свемирску летелицу SMART-1 и за три јонска погонска мотора на Насиној свемирској летелици Зора.
Хемијски се перксенатна једињења користе као оксиданси у аналитичкој хемији. Ксенон дифлуорид се користи за гравирање силицијума, посебно у производњи микроелектромеханичких система (MEMS). Лек против карцинома 5-флуороурацил може се произвести реакцијом ксенон дифлуорида са урацилом. Ксенон се такође користи у кристалографији протеина. Примењени под притисцима од 0,5 до 5  (5 до 50 атм) на протеински кристал, ксенонски атоми се вежу у претежно хидрофобним шупљинама, често стварајући висококвалитетни, изоморфни, тешкоатомски дериват који се може користити за решавање фазног проблема.

## Мере предострожности
Будући да су снажно оксидативна, многа једињења кисеоника и ксенона су токсична; она су такође експлозивна (високо егзотермна), при чему се разлажу до елементарног ксенона и диатомског кисеоника (О2) са много јачим хемијским везама од ксенонских једињења.
Ксенонски гас се може безбедно чувати у уобичајеним затвореним стакленим или металним посудама на стандардној температури и притиску. Међутим, лако се раствара у већини пластика и гума, и стога постепено излази из контејнера који је затворен таквим материјалима. Ксенон није токсичан, мада се раствара у крви и припада изабраној групи супстанци које продиру кроз крвно-мождану баријеру, узрокујући благу до потпуне хируршке анестезије када се удише у високим концентрацијама са кисеоником.
Брзина звука у ксенонском гасу (169 m/s) мања је од оне у ваздуху, јер је просечна брзина тешких ксенонских атома мања од брзине молекула азота и кисеоника у ваздуху. Стога, ксенон вибрира спорије у гласним жицама када се издахне и ствара ниже тонове гласа, ефекат супротан гласу високог тона произведеном у хелијуму. Попут хелијума, ксенон не задовољава потребе тела за кисеоником, а истовремено је и једноставни асфиксант и анестетик моћнији од азот оксида; због тога, као и зато што је ксенон скуп, многи универзитети су забранили гласовну демонстрацију као општу хемијску демонстрацију. Гас сумпор хексафлуорид је сличан ксенону по молекуларној тежини (146 наспрам 131), јефтинији је и премда загушљив, није токсичан или анестетик; те се често користи као замена у овим демонстрацијама.
Густи гасови попут ксенона и сумпор хексафлуорида могу се безбедно удисати ако се помешају са најмање 20% кисеоника. Ксенон у концентрацији од 80%, заједно са 20% кисеоника, брзо производи несвесност опште анестезије (и за то се користи, као што је горе дискутовано). Удисање веома ефикасно и брзо меша гасове различитих густина тако да се тежи гасови избацују заједно са кисеоником и не накупљају се на дну плућа. Постоји, међутим, опасност повезана са било којим тешким гасом у великим количинама: он може неприметно да испуњава контејнер, и особа која уђе у простор испуњен безмирисним, безбојним гасом може се угушити без упозорења. Ксенон се ретко користи у довољно великим количинама да то представља проблем, мада потенцијална опасност постоји сваки пут када се резервоар или посуда ксенона држе у невентилисаном простору.